# Freddie Boyd
Fred Lee Boyd, detto Freddie (Bakersfield, 13 giugno 1950 – Bakersfield, 8 ottobre 2023), è stato un cestista statunitense, professionista nella NBA.

## Carriera
Venne selezionato dai Philadelphia 76ers al primo giro del Draft NBA 1972 (5ª scelta assoluta).

## Statistiche

### NBA

#### Regular Season
| Anno      | Squadra            | PG  | PT | MP   | TC%  | 3P% | TL%  | RP  | AP  | PRP | SP  | PP   |
| --------- | ------------------ | --- | -- | ---- | ---- | --- | ---- | --- | --- | --- | --- | ---- |
| 1972-1973 | Philadelphia 76ers | 82  | 50 | 28,7 | 39,2 | -   | 68,0 | 2,6 | 3,7 | -   | -   | 10,5 |
| 1973-1974 | Philadelphia 76ers | 75  | 26 | 24,2 | 40,2 | -   | 72,3 | 1,2 | 3,3 | 0,8 | 0,1 | 9,5  |
| 1974-1975 | Philadelphia 76ers | 66  | 13 | 20,6 | 41,4 | -   | 47,8 | 1,3 | 2,4 | 0,7 | 0,1 | 7,0  |
| 1975-1976 | Philadelphia 76ers | 6   | 0  | 5,5  | 33,3 | -   | 50,0 | 0,3 | 0,3 | 0,2 | 0,0 | 0,8  |
| 1975-1976 | Utah Jazz          | 30  | -  | 19,5 | 43,6 | -   | 57,1 | 1,0 | 2,6 | 0,9 | 0,2 | 5,7  |
| 1976-1977 | Utah Jazz          | 47  | -  | 25,8 | 47,8 | -   | 80,6 | 1,9 | 3,1 | 0,9 | 0,1 | 9,9  |
| 1977-1978 | Utah Jazz          | 21  | -  | 17,3 | 40,0 | -   | 63,6 | 0,9 | 2,3 | 0,4 | 0,1 | 4,9  |
| Carriera  | Carriera           | 327 | 89 | 23,6 | 41,4 | -   | 66,7 | 1,6 | 3,0 | 0,8 | 0,1 | 8,5  |

## Palmarès
- NBA All-Rookie First Team (1973)